# 迴旋鏢冰川
74°33′S 163°54′E / 74.550°S 163.900°E
迴旋鏢冰川（英語：Boomerang Glacier）是南極洲的冰川，位於維多利亞地的博克格雷溫克海岸，全長19公里，流經冷藏山脈，由英國探險隊發現，現時由南極條約體系管理。

## 外部連結
. . United States Geological Survey.   [2011-08-01].